# Lepthyphantes lagodekhensis
Lepthyphantes lagodekhensis är en spindelart som beskrevs av Andrei V. Tanasevitch 1990. Lepthyphantes lagodekhensis ingår i släktet Lepthyphantes och familjen täckvävarspindlar. Inga underarter finns listade i Catalogue of Life.